# Герца
Ге́рца (укр. Герца, рум. Herţa) — город в Черновицком районе Черновицкой области Украины. Административный центр Герцаевской городской общины

## Географическое положение
Расположен на берегах реки Герца (приток Прута).

## История
Первые упоминания о Герце встречаются в исторических документах 1408 года. Поселение возникло в начале XV века на перекрёстке торговых путей, которые соединяли страны Центральной Европы с портами Дунайско-Черноморского бассейна и северо-русскими княжествами. С 1437 года является городом.
До 1859 года в составе Молдавского княжества (в период 1775—1777 годов был оккупирован Австрией) являвшегося до середины XIX века вассалом Османской Империи, затем Дорохойского жудеца объединённой Румынии. Население около 1900 года — 1,2 тысячи человек (69 % иудеев, 31 % христиан), в 1930 году — 5 тысяч (63 % румынов, 36 % евреев); такое изменение численности и состава населения можно объяснить включением в состав города населённых румынами пригородов.
28 июня 1940 года в составе Северной Буковины (область Герца) вошёл в состав СССР и получил статус города районного значения, после чего начал быстро расти.
В ходе Великой Отечественной войны был оккупирован немецко-румынскими войсками с 4 июля 1941 по 2 апреля 1944 года (по другим данным, по 31 марта). В период оккупации всё еврейское население было уничтожено.
Освобождён 31 марта 1944 года войсками 1-го Украинского фронта в ходе Проскуровско-Черновицкой операции:
- 1-я танковая армия — часть сил 45-й гвардейской танковой бригады (полковник Моргунов Николай Викторович) 11-го гвардейского танкового корпуса (генерал-лейтенант танковых войск Гетман Андрей Лаврентьевич)[8].

В ходе боевых действий Герца была почти полностью разрушена, но к 1950 году — восстановлена. В ходе озеленения населенного пункта здесь были созданы семь скверов.
В 1952 году здесь действовали предприятия маслодельной и мукомольной промышленности, а также средняя школа.
В 1940—1962 годах районный центр Герцаевского района, затем в составе Глыбокского района.
В 1969 году численность населения составляла 1500 человек, здесь действовали маслозавод, пищевой комбинат, кирпичный завод, отделение Черновицкого свеклосовхоза (помимо сахарной свеклы выращивавшее лесные орехи), средняя школа (с украинским языком обучения), школа-интернат (с молдавским языком обучения), вечерняя средняя школа, Дом культуры, Дом пионеров, больница на 100 коек, родильный дом и ветеринарный пункт.
В начале 1970х — 1980е годы крупнейшим предприятием города являлась швейно-галантерейная фабрика.
В январе 1989 года численность населения составляла 2360 человек, основой экономики города в это время являлось швейно-галантерейное производственное объединение «Прут».
С декабря 1991 года — вновь районный центр.
В июле 1995 года Кабинет министров Украины утвердил решение о приватизации находившейся в городе передвижной механизированной колонны, в октябре 1995 года было утверждено решение о приватизации хлебопекарни и райсельхозтехники.
По состоянию на 1 января 2013 года численность населения составляла 2122 человек.
В ходе административно-территориальной реформы в Украине, в 2020 году Герцаевский район был упразднён, а город стал административным центром Герцаевской городской общины Черновицкого района

## Транспорт
- находится в 8 км от железнодорожной станции Новоселица[3][2][4][7][5] Львовской железной дороги

## Достопримечательности
- Братская могила воинам Советской армии[6].
- Памятник румынскому писателю Г. Асаки (1988)[6].
- Спиридоновская церковь (1807)[6].
- Дом румынского художника Артура Вероны[6].

## Уроженцы
- Асаки, Георге (1788—1869) — молдавский литератор
- Витнер, Виктор (1896—1949) — австрийский поэт и драматург.
- Гольдблат, Моисей Исаакович (1896—1974) — советский театральный и кинорежиссёр
- Файнер, Герман (1898—1969) — англо-американский политолог.
- Василий, Мафтей (1997— ) — украинский профессиональный игрок в Counter-Strike 2. Лучший игрок 2018, 2021, 2022 годов по версии HLTV.